# Bussi sul Tirino
Bussi sul Tirino község (comune) Olaszország Abruzzo régiójában, Pescara megyében.

## Fekvése
A megye délnyugati részén fekszik. Határai: Capestrano, Castiglione a Casauria, Collepietro, Corvara, Navelli, Pescosansonesco, Popoli és Tocco da Casauria.

## Története
Első írásos említése 1092-ből származik. A következő századokban nemesi birtok volt. Önálló községgé a 19. század elején vált, amikor a Nápolyi Királyságban felszámolták a feudalizmust.

## Népessége
A népesség számának alakulása:

## Főbb látnivalói
- San Biagio-templom
- San Lorenzo-templom
- Santa Maria di Catignano-templom
- Santa Rita-templom
- Santa Maria di Ponte Marmoreo-templom